# Prêmio APTR de melhor atriz protagonista
O Prêmio APTR de melhor atriz protagonista é um dos prêmios oferecidos durante a realização do Prêmio APTR, destinado à melhor atriz protagonista do teatro brasileiro.

## Vencedoras e indicadas
| Ano  | Atriz               | Espetáculo                                        | Ref.   |
| ---- | ------------------- | ------------------------------------------------- | ------ |
| 2010 | Beth Goulart        | Simplesmente Eu, Clarice                          | [ 1 ]  |
| 2010 | Fernanda Montenegro | Viver Sem Tempos Mortos                           | [ 1 ]  |
| 2010 | Marília Pêra        | Gloriosa                                          | [ 1 ]  |
| 2010 | Sabrina Korgut      | Avenida Q                                         | [ 1 ]  |
| 2011 | Julia Lemmertz      | Deus da Carnificina                               | [ 2 ]  |
| 2011 | Guida Vianna        | Dona Otília e Outras Histórias                    | [ 2 ]  |
| 2011 | Mariana Lima        | Pterodátilos                                      | [ 2 ]  |
| 2011 | Totia Meireles      | Gypsy                                             | [ 2 ]  |
| 2012 | Dani Barros         | Estamira - A Beira do Mundo                       | [ 3 ]  |
| 2012 | Claudia Netto       | Judy Garland – O Fim do Arco-Íris                 | [ 3 ]  |
| 2012 | Débora Olivieri     | Rosa                                              | [ 3 ]  |
| 2012 | Vera Holtz          | Palácio do Fim                                    | [ 3 ]  |
| 2013 | Vanessa Gerbelli    | Quase Normal                                      | [ 4 ]  |
| 2013 | Débora Lamm         | Os Mamutes                                        | [ 4 ]  |
| 2013 | Drica Moraes        | A Primeira Vista                                  | [ 4 ]  |
| 2013 | Renata Sorrah       | Esta Criança                                      | [ 4 ]  |
| 2014 | Marieta Severo      | Incêndios                                         | [ 5 ]  |
| 2014 | Bárbara Paz         | Vênus em Visom                                    | [ 5 ]  |
| 2014 | Camila Amado        | O Lugar Escuro                                    | [ 5 ]  |
| 2014 | Laila Garin         | Elis, o Musical                                   | [ 5 ]  |
| 2015 | Débora Falabella    | Contrações                                        | [ 6 ]  |
| 2015 | Yara de Novaes      | Contrações                                        | [ 6 ]  |
| 2015 | Amanda Vide Veras   | Uma Vida Boa                                      | [ 6 ]  |
| 2015 | Isabel Teixeira     | E Se Elas Fossem Para Moscou?                     | [ 6 ]  |
| 2016 | Carolina Virgüez    | Caranguejo Overdrive                              | [ 7 ]  |
| 2016 | Alessandra Verney   | Kiss Me, Kate – O Beijo da Megera                 | [ 7 ]  |
| 2016 | Ana Paula Secco     | O Pena Carioca                                    | [ 7 ]  |
| 2016 | Suzana Faini        | Família Lyons                                     | [ 7 ]  |
| 2017 | Suzana Faini        | O Como e o Porquê                                 | [ 8 ]  |
| 2017 | Adassa Martins      | Se Eu Fosse Iracema                               | [ 8 ]  |
| 2017 | Cláudia Mauro       | A Vida Passou Por Aqui                            | [ 8 ]  |
| 2017 | Débora Bloch        | Os Realistas                                      | [ 8 ]  |
| 2017 | Julia Lund          | Amor em Dois Atos                                 | [ 8 ]  |
| 2017 | Laila Garin         | Gota D'Água [A Seco]                              | [ 8 ]  |
| 2018 | Guida Vianna        | Agosto                                            | [ 9 ]  |
| 2018 | Aline Deluna        | Josephine Baker, a Vênus Negra                    | [ 9 ]  |
| 2018 | Débora Falabella    | Love, Love, Love                                  | [ 9 ]  |
| 2018 | Mônica Martelli     | Minha Vida em Marte                               | [ 9 ]  |
| 2018 | Yara de Novaes      | Love, Love, Love                                  | [ 9 ]  |
| 2019 | Amanda Acosta       | Bibi, Uma Vida em Musical                         | [ 10 ] |
| 2019 | Amanda Lyra         | Quarto 19                                         | [ 10 ] |
| 2019 | Gisele Fróes        | O Imortal                                         | [ 10 ] |
| 2019 | Larissa Luz         | Elza                                              | [ 10 ] |
| 2019 | Mariana Lima        | Cérebro Coração                                   | [ 10 ] |
| 2020 | Analu Prestes       | As Crianças                                       | [ 11 ] |
| 2020 | Letícia Soares      | A Cor Púrpura – O Musical                         | [ 11 ] |
| 2020 | Debora Lamm         | A Ponte                                           | [ 11 ] |
| 2020 | Flávia Pyramo       | Nastácia                                          | [ 11 ] |
| 2020 | Jéssica Menkel      | Cálculo Ilógico                                   | [ 11 ] |
| 2021 | Bete Coelho         | Medeia Por Consuelo De Castro                     | [ 12 ] |
| 2021 | Suzana Nascimento   | Em Nome Da Mãe                                    | [ 12 ] |
| 2021 | Rosana Stavis       | Psicose 4h48 / Árvores Abatidas Ou Para Luis Melo | [ 12 ] |
| 2021 | Vilma Melo          | Mãe de Santo                                      | [ 12 ] |
| 2021 | Carolina Virgüez    | Vozes Do Silêncio                                 | [ 12 ] |
| 2021 | Sara Antunes        | Dora / Sonhos Para Vestir                         | [ 12 ] |
| 2022 | Vera Holtz          | Ficções                                           | [ 13 ] |
| 2022 | Deborah Evelyn      | Três mulheres altas                               | [ 13 ] |
| 2022 | Denise Fraga        | Eu de você                                        | [ 13 ] |
| 2022 | Ana Carbatti        | Ninguém Sabe meu Nome                             | [ 13 ] |
| 2022 | Luciana Braga       | Judy – O Arco-Íris é Aqui                         | [ 13 ] |